# 秘魯獨立戰爭
秘魯獨立戰爭（西班牙語：Guerra de Independencia del Perú）是1811年至1826年秘魯「愛國者」軍隊與西班牙殖民政府軍之間爆發的一系列武裝衝突。這場戰爭導致了秘魯從西班牙殖民地中獨立。
1811年，法蘭西斯科·安東尼奧·德·澤拉（Francisco Antonio de Zela）在秘魯南部城市塔克納起兵，獨立戰爭正式爆發。1814年安古羅兄弟（Hermanos Angulo）於庫斯科發動叛亂，1821年秘魯宣布獨立並建立了秘魯保護國。1822年，西蒙·玻利瓦爾和何塞·聖馬丁在厄瓜多瓜亞基爾會面，在會談中兩人討論關於秘魯以及南美洲未來的政治體制。基於理念不合，何塞·聖馬丁離開了秘魯，玻利瓦於1824年成為秘魯總統。1826年秘魯攻下卡亞俄，秘魯獨立戰爭結束。